# Unione Sportiva Pergocrema 1932 1981-1982
Questa pagina raccoglie le informazioni riguardanti l'Unione Sportiva Pergocrema 1932 nelle competizioni ufficiali della stagione 1981-1982.

## Rosa
| N. |                   | Ruolo | Calciatore           |
| -- | ----------------- | ----- | -------------------- |
|    | Italia (bandiera) | A     | Eustachio Albanese   |
|    | Italia (bandiera) | D     | Pierino Bonizzoni    |
|    | Italia (bandiera) | D     | Franco Cornaro       |
|    | Italia (bandiera) | C     | Sergio Defendi       |
|    | Italia (bandiera) | D     | Roberto Degli Angeli |
|    | Italia (bandiera) | A     | Luciano Ferla        |
|    | Italia (bandiera) | C     | Angelo Giglio        |
|    | Italia (bandiera) | C     | Alberto Gramignoli   |
|    | Italia (bandiera) | C     | Milco Lainati        |
|    | Italia (bandiera) | D     | Paolo List           |

| N. |                   | Ruolo | Calciatore              |
| -- | ----------------- | ----- | ----------------------- |
|    | Italia (bandiera) | D     | Lorenzo Mandelli        |
|    | Italia (bandiera) | C     | Walter Moneta           |
|    | Italia (bandiera) | P     | Mario Monzio Compagnoni |
|    | Italia (bandiera) | A     | Vittorio Muiesan        |
|    | Italia (bandiera) | C     | Roberto Nicolini        |
|    | Italia (bandiera) | A     | Emilio Rossi            |
|    | Italia (bandiera) | D     | Giuseppe Rugginenti     |
|    | Italia (bandiera) | C     | Tiberio Terzi           |
|    | Italia (bandiera) | D     | Francesco Tolasi        |
|    | Italia (bandiera) | A     | Antonio Zavaglio        |

## Risultati

### Campionato

#### Girone di andata
| 20 settembre 1981 1ª giornata | Pergocrema | 0 – 0 | Lecco |  |

| 27 settembre 1981 2ª giornata | Spezia | 3 – 0 | Pergocrema |  |

| 4 ottobre 1981 3ª giornata | Pergocrema | 0 – 2 | Pavia |  |

| 11 ottobre 1981 4ª giornata | Fanfulla | 2 – 1 | Pergocrema |  |

| 18 ottobre 1981 5ª giornata | Pergocrema | 1 – 1 | Imperia |  |

| 25 ottobre 1981 6ª giornata | Carrarese | 2 – 1 | Pergocrema |  |

| 1º novembre 1981 7ª giornata | Pergocrema | 0 – 0 | Legnano |  |

| 8 novembre 1981 8ª giornata | Omegna | 1 – 1 | Pergocrema |  |

| 15 novembre 1982 9ª giornata | Savona | 1 – 0 | Pergocrema |  |

| 22 novembre 1981 10ª giornata | Pergocrema | 1 – 0 | Casatese |  |

| 29 novembre 1981 11ª giornata | Pro Patria | 3 – 1 | Pergocrema |  |

| 6 dicembre 1981 12ª giornata | Pergocrema | 1 – 1 | Vogherese |  |

| 13 dicembre 1981 13ª giornata | Virescit Bergamo | 1 – 3 | Pergocrema |  |

| 20 dicembre 1981 14ª giornata | Pergocrema | 0 – 0 | Seregno |  |

| 3 gennaio 1982 15ª giornata | Pergocrema | 1 – 1 | Derthona |  |

| 10 gennaio 1982 16ª giornata | Casale | 0 – 0 | Pergocrema |  |

| 17 gennaio 1981 17ª giornata | Pergocrema | 2 – 2 | Novara |  |

#### Girone di ritorno
| 24 gennaio 1982 18ª giornata | Lecco | 1 – 0 | Pergocrema |  |

| 31 gennaio 1982 19ª giornata | Pergocrema | 1 – 2 | Spezia |  |

| 7 febbraio 1982 20ª giornata | Pavia | 1 – 1 | Pergocrema |  |

| 14 febbraio 1982 21ª giornata | Pergocrema | 1 – 0 | Fanfulla |  |

| 21 febbraio 1982 22ª giornata | Imperia | 0 – 0 | Pergocrema |  |

| 28 febbraio 1982 23ª giornata | Pergocrema | 2 – 1 | Carrarese |  |

| 7 marzo 1982 24ª giornata | Legnano | 1 – 1 | Pergocrema |  |

| 21 marzo 1982 25ª giornata | Pergocrema | 3 – 1 | Omegna |  |

| 28 marzo 1982 26ª giornata | Pergocrema | 2 – 0 | Savona |  |

| 4 aprile 1982 27ª giornata | Casatese | 0 – 1 | Pergocrema |  |

| 18 aprile 1982 28ª giornata | Pergocrema | 4 – 1 | Pro Patria |  |

| 25 aprile 1982 29ª giornata | Vogherese | 2 – 0 | Pergocrema |  |

| 2 maggio 1982 30ª giornata | Pergocrema | 2 – 2 | Virescit Bergamo |  |

| 9 maggio 1982 31ª giornata | Seregno | 1 – 0 | Pergocrema |  |

| 16 maggio 1982 32ª giornata | Derthona | 0 – 0 | Pergocrema |  |

| 23 maggio 1982 33ª giornata | Pergocrema | 1 – 0 | Casale |  |

| 30 maggio 1982 34ª giornata | Novara | 2 – 1 | Pergocrema |  |